# Brok Mały
Brok Mały – rzeka, prawostronny dopływ Broku o długości 34,85 km. 
Rzeka wypływa w okolicach wsi Miodusy Wielkie, w gminie Wysokie Mazowieckie i kieruje się na południowy zachód. Przepływa obok miejscowości: Nowy Skarżyn, Stary Skarżyn, Brajczewo-Sierzputy, Boruty-Goski, Tarnowo-Goski. Następnie we wsi Przeździecko-Mroczki przecina drogę krajową nr 63 a potem, zmieniając kierunek na bardziej południowy, mija miejscowości: Przeździecko-Lenarty, Przeździecko-Jachy, Przeździecko-Grzymki, Przeździecko-Dworaki, Załuski-Lipniewo, Andrzejewo, Kuleszki-Nienałty, Budziszewo, Dąbrowa, Rawy-Gaczkowo i we wsi Gaczkowo uchodzi do Broku.